# ゲラルト・カーグル
ゲラルト・カーグル（Gerald Kargl, 1953年 - ）は、オーストリア・フィラッハ生まれの映画監督である。

## 経歴
1980年、ボグダン・ジヴォルスキー(Bogdan Dziworski)、ズビグニュー・レプチェインスキー(Zbigniew Rybczyński)とともに2本の短編映画を撮り、フランツ・クラマー(Franz Klammer)と共同で短編記録映画『Skiszenen』を撮る。1980年に実在の殺人犯ヴェルナー・クニーシェック(Werner Kniesek)が起こした殺人事件を描いた映画『Angst』を製作した（1983年）。これは過失致死罪で懲役刑に服していたクニーシェックが、職探しで刑務所から3日間の休暇を与えられ、その休暇の間に3人家族が住んでいた邸宅に侵入し、一家全員を拷問して惨殺した実在の事件に基づいている。この映画の制作予算を全額自分1人で調達したカーグルは、それ以来、長編映画を撮っていない。2007年にこの映画のDVDが発売された。「Angst」はドイツ語で「不安、苦悩、心配、恐れ」の意。この映画の特徴は、作中に流れる音楽に合わせる形でカットと編集がなされている点にあり、音楽は表現技法の様式として用いられている。この映画で音楽を担当したクラウス・シュルツェ(Klaus Schulze)による作曲『Surrender』は「INTEAM-Studio Oldau」で録音され、1984年3月に発売されたアルバム『Angst』(ID 20.003)に収録されている。日本では『鮮血と絶叫のメロディー/引き裂かれた夜』という題名でVHSビデオが発売されたのみであったが、2020年に『アングスト/不安』という題名で再上演された。2021年に日本語盤のBlu-ray Discが発売となった。
『Angst』を撮ったのち、カーグルは広告活動と教育映画の製作に専念するようになった。コンピューターを使った動画で相対性理論や量子力学を教える教育映画も制作している。
カーグルは、ホースト・ディーター・ズィーラー(Horst Dieter Sihler)とともに1977年に「オーストリア映画祭」(Die Österreichischen Filmtage)を共同で発起した人物でもある。

## 監督作品
- 1977: Ratatata
- 1980: Skiszenen mit Franz Klammer
- 1981: Das vertraute Objekt
- 1983: Angst

## 参考
1. ↑  Klaus Schulze - Surrender (Angst Soundtrack) - YouTube
2. ↑  “Klaus Schulze: Angst 1984”. Klaus-schulze.com. 2021年2月2日閲覧。
3. ↑  “MACHER, MÄRTYRER, MIMOSEN”.   ray-magazin (2007年3月7日). 2007年9月28日時点のオリジナルよりアーカイブ。2021年2月2日閲覧。